# Kruszyn (powiat bydgoski)
Kruszyn – wieś w Polsce położona w województwie kujawsko-pomorskim, w powiecie bydgoskim, w gminie Sicienko.

## Podział administracyjny
W latach 1954–1959 wieś należała i była siedzibą władz gromady Kruszyn, po jej zniesieniu w gromadzie Sicienko. W latach 1975–1998 miejscowość należała administracyjnie do województwa bydgoskiego.

## Demografia
Według Narodowego Spisu Powszechnego (III 2011 r.) miejscowość liczyła 716 mieszkańców. Jest czwartą co do wielkości miejscowością gminy Sicienko.

## Nazwa
Pod zaborem pruskim miejscowość nosiła nazwy Adlig Kruschin (Kruszyn Szlachecki) i Kruschin oraz od 1911 roku Kruschdorf.

## Historia
W połowie XVII wieku wieś należała do Melchjora Krusińskiego. Po jego śmierci Kruszyn i Pawłówek otrzymała w spadku jego córka Anna Krusińska, która wyszła za mąż za Ludwika Lewalta Jezierskiego herbu Rogala. Małżeństwo zrzekło się w 1642 roku dóbr Kruszyn i Pawłówek ma rzecz Świętosława Orzelskiego herbu Dryja, syna Aleksandra Orzelskiego. Po 1720 roku wieś została kupiona przez hrabiego Wojciecha Bnińskiego. W połowie XIX wieku rodzina Bnińskich sprzedała posiadłość Hipolitowi Grabowskiemu. Pod koniec XIX wieku Kruszyn należał do rodziny Weckwarth. W 1905 roku majątek wdowy Böltz przeszedł na własność Pruskiej Komisji Kolonizacyjnej, która osiedliła tu 26 rodzin. 23 października 1911 posiadłość Adlig Kruschin została przekształcona w gminę Kruschdorf. Na początku XX wieku w pobliżu miejscowości wydobywano piasek glaukonitowy. 24 stycznia 1945 roku wieś została zajęta przez żołnierzy 47 Armii I Frontu Białoruskiego. W latach 50. XX wieku w Kruszynie stacjonowała 87. brygada Służby Polsce.

## Obiekty zabytkowe

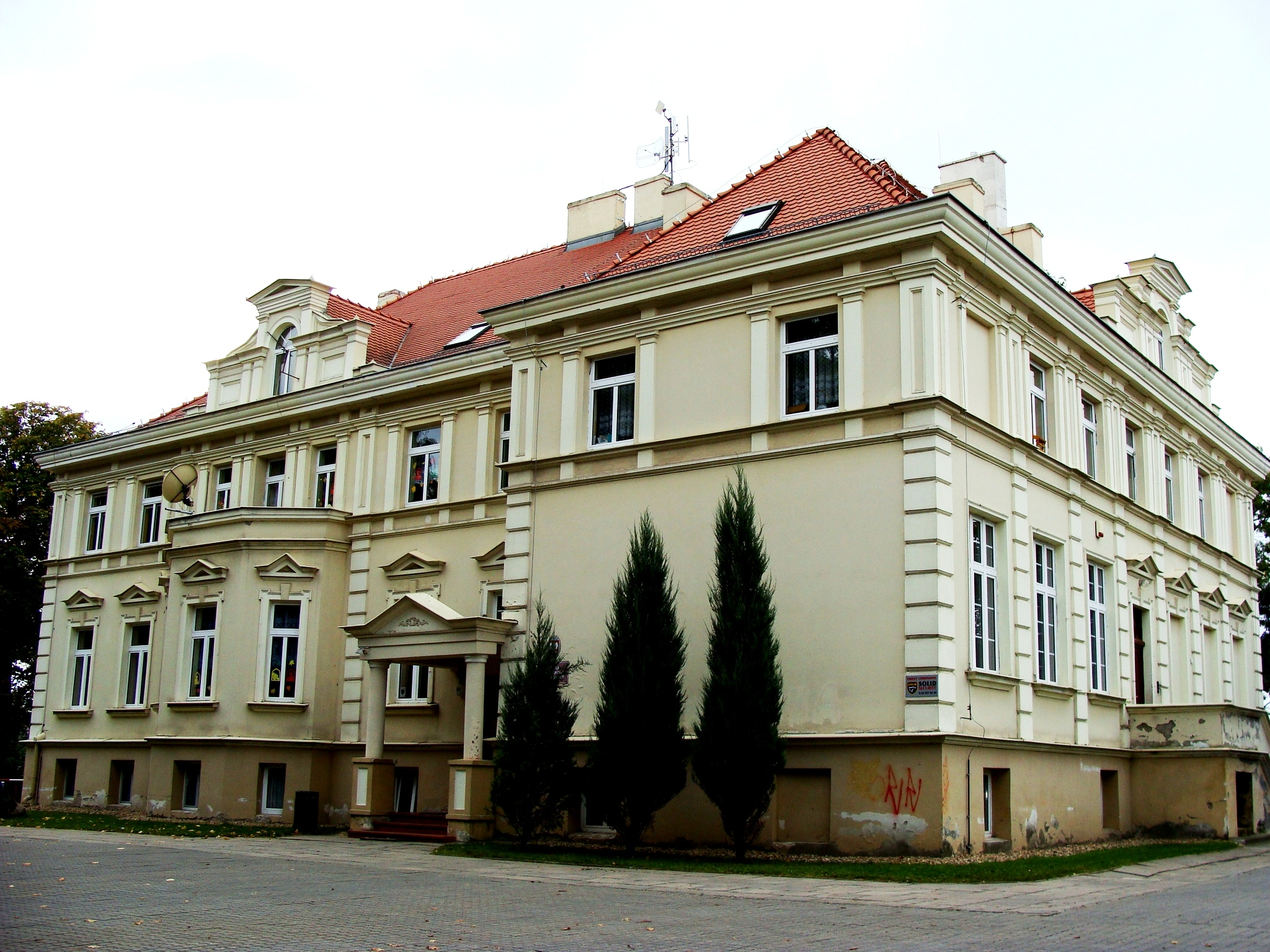
Pałac

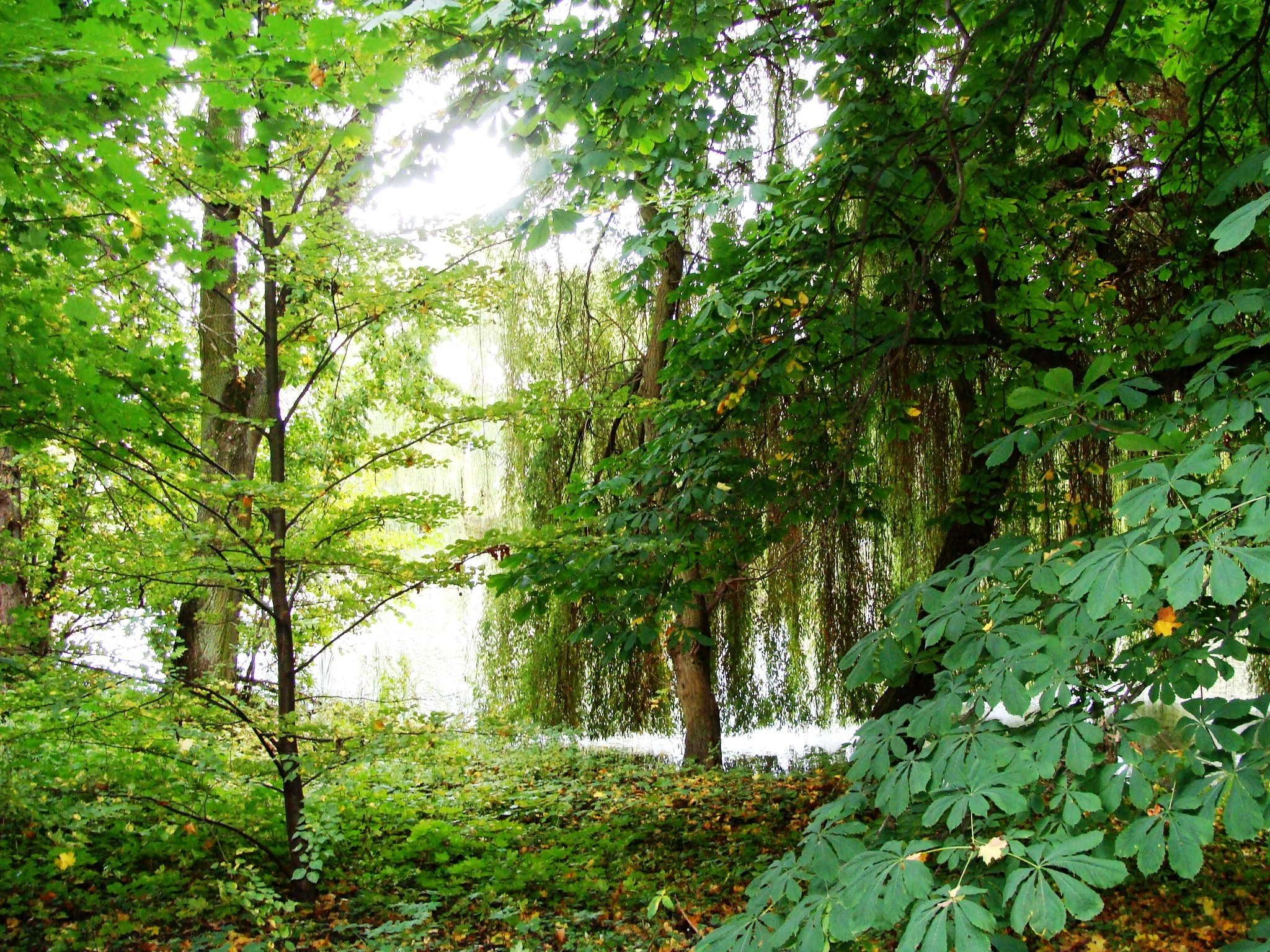
Park pałacowy

Według rejestru zabytków NID na listę zabytków wpisane są:
- kościół ewangelicki, obecnie rzymskokatolicki filialny pw. św. Kazimierza, 1908, nr rej.: A/835/1-3 z 16.03.1998
- cmentarz kościelny, nr rej.: j.w.
- ogrodzenie kamienne, pocz. XIX w., nr rej.: j.w.
- zespół pałacowy, 2 poł. XIX w., nr rej.: A/255/1-2 z 23.04.1991:
  - pałac (dec. dwór), 1882 (od 1908 szkoła)
  - park.

W skład zespołu pałacowo-parkowego wchodzi murowany, tynkowany, dwukondygnacyjny eklektyczny pałac z 1882 roku oraz gospoda, założona w roku 1864. W pałacu w czasie II wojny światowej znajdował się żeński obóz Reichsarbeitsdienst. 
Poewangelicki kościół jest siedzibą parafii św. Kazimierza Królewicza. W strukturze kościoła rzymskokatolickiego parafia należy do metropolii gnieźnieńskiej, diecezji bydgoskiej, dekanatu Białe Błota. W maju 2022 silny wiatr spowodował zerwanie poszycia z dachu kościoła.
We wsi znajduje się Skansen Bojowy na Przedmościu Bydgoskim, zrekonstruowany na pozycji obronnej 15 Dywizji Piechoty z 1939 roku, z zachowanymi betonowymi schronami bojowymi.

## Turystyka
Wieś jest punktem początkowym niebieskiego szlaku „Śladami lokomotywy” do Trzemiętowa o długości 13,7 km.

## Dawne cmentarze
Na terenie wsi zlokalizowany jest nieczynny cmentarz ewangelicki.